# Келледа
Келледа (нім. Kölleda) — місто в Німеччині, розташоване в землі Тюрингія. Входить до складу району Земмерда. Центр об'єднання громад Келледа.
Площа — 70,18 км2. Населення становить 6526 ос. (станом на 31 грудня 2021).

## Галерея

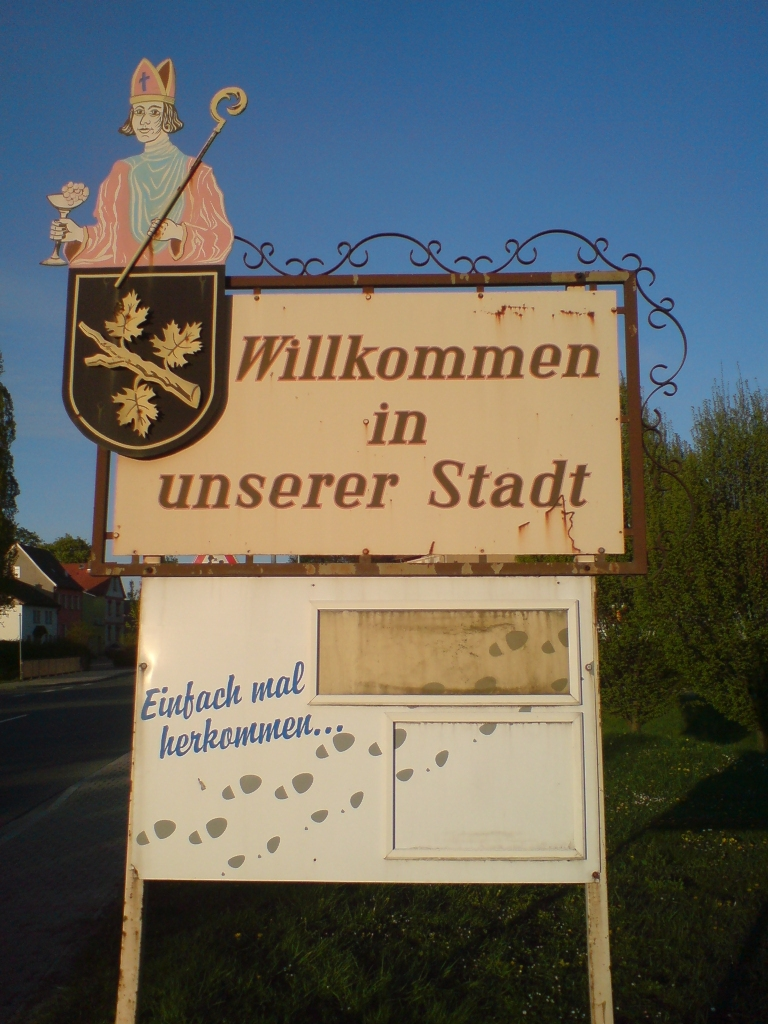
Знак на в'їзді до міста
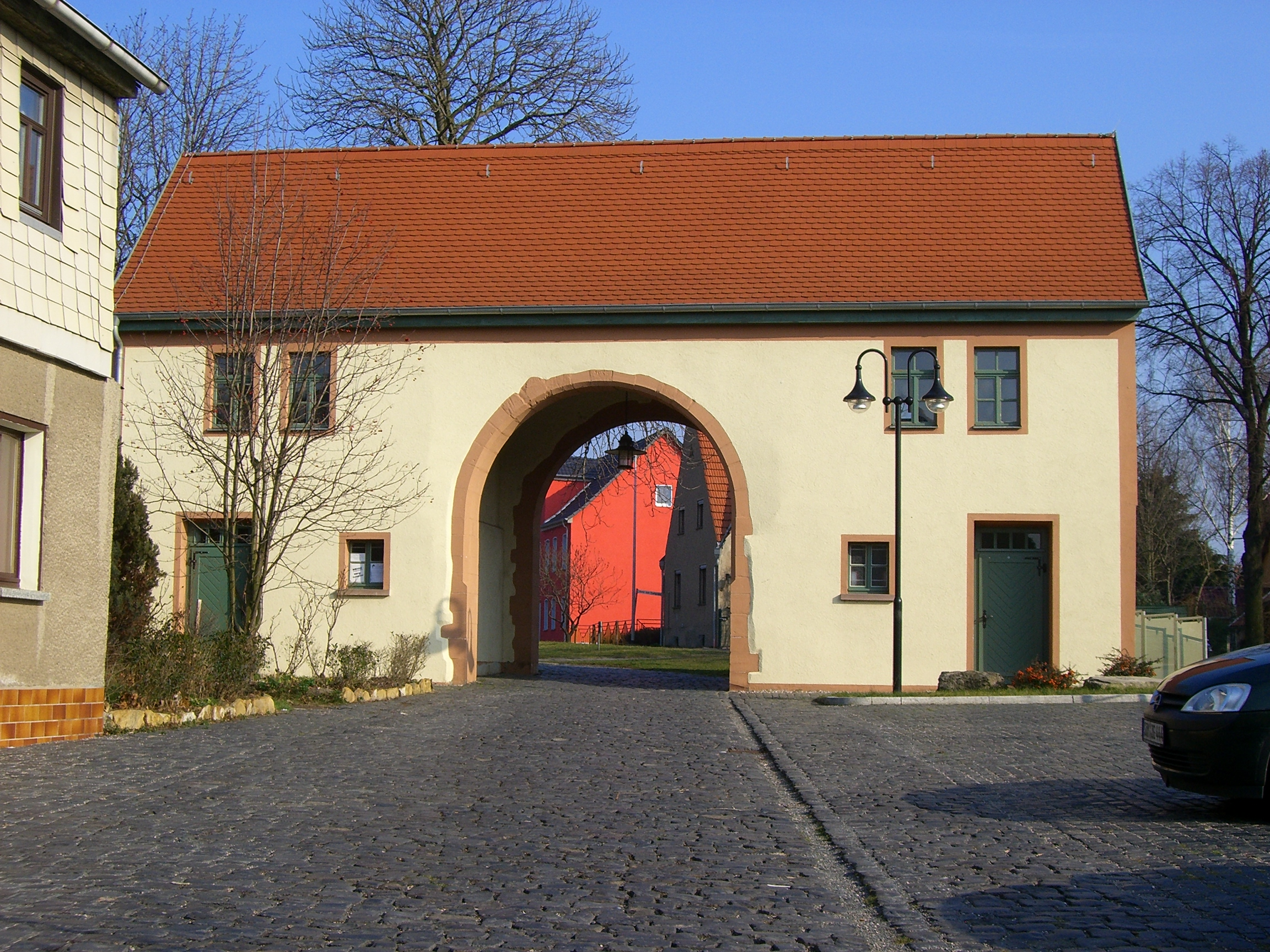
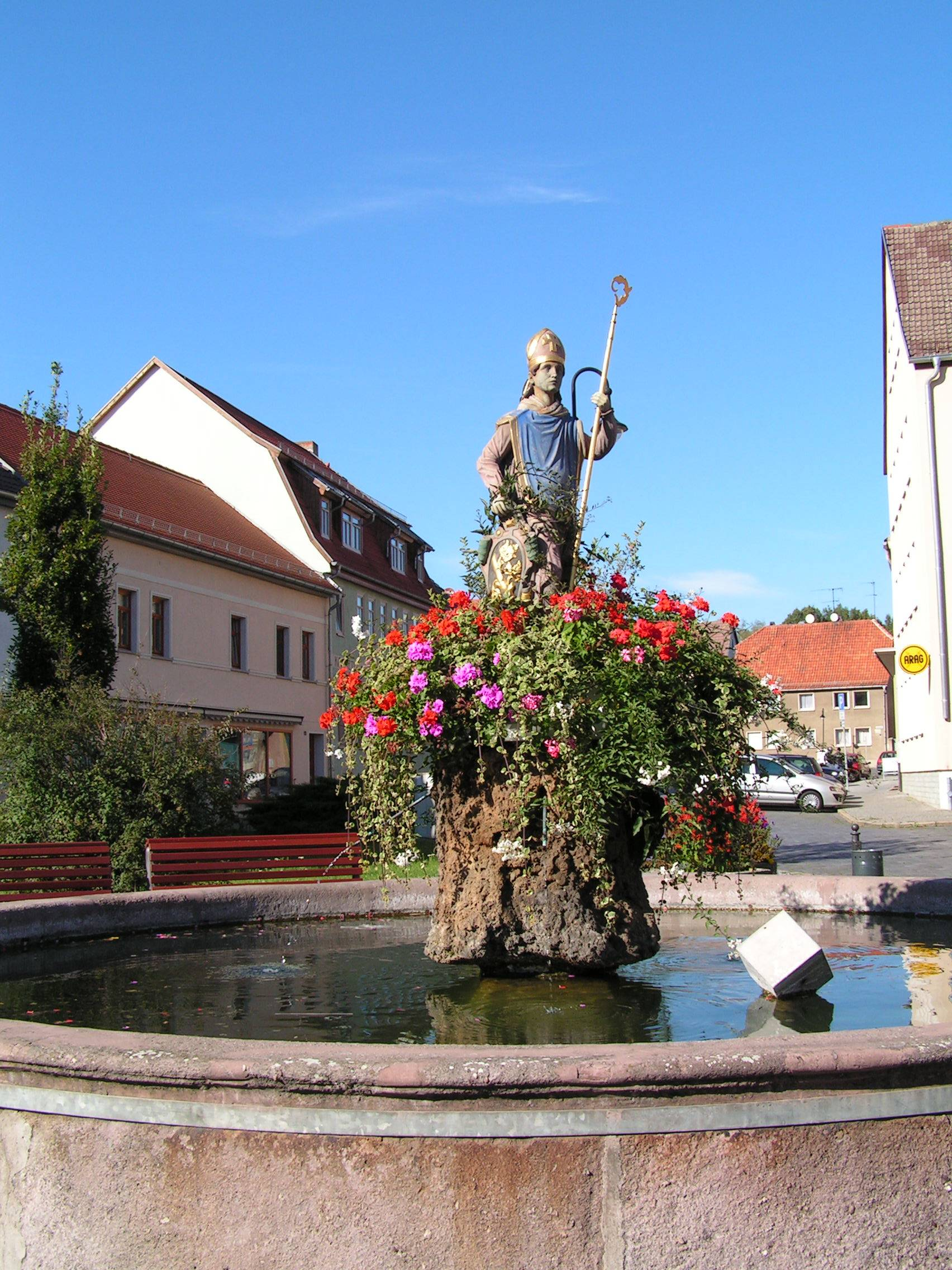
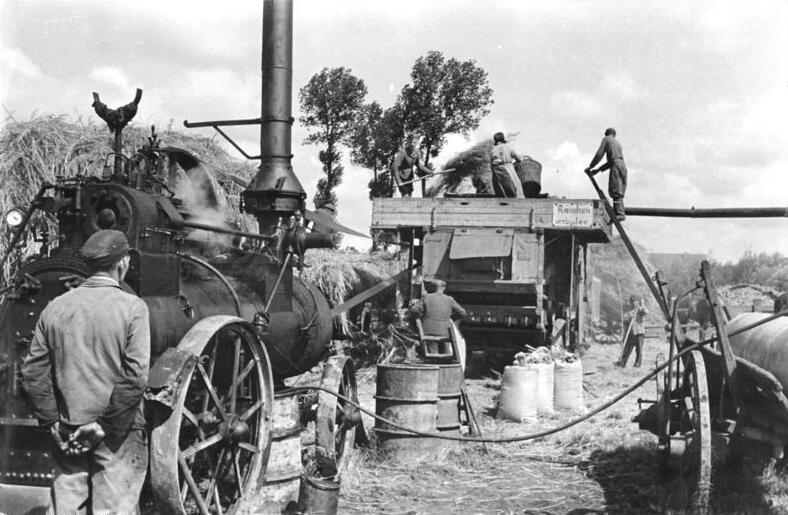
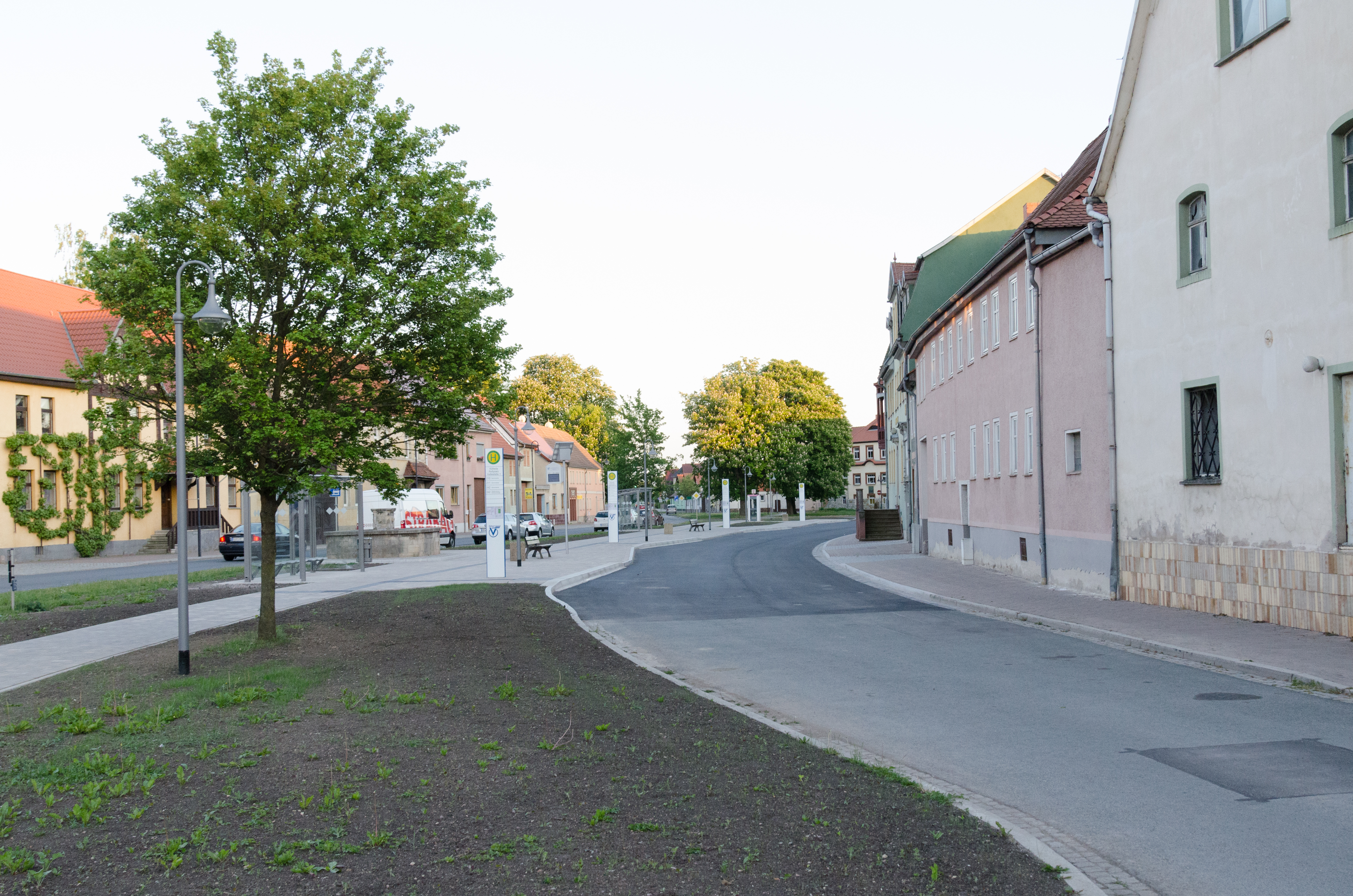
Росплац
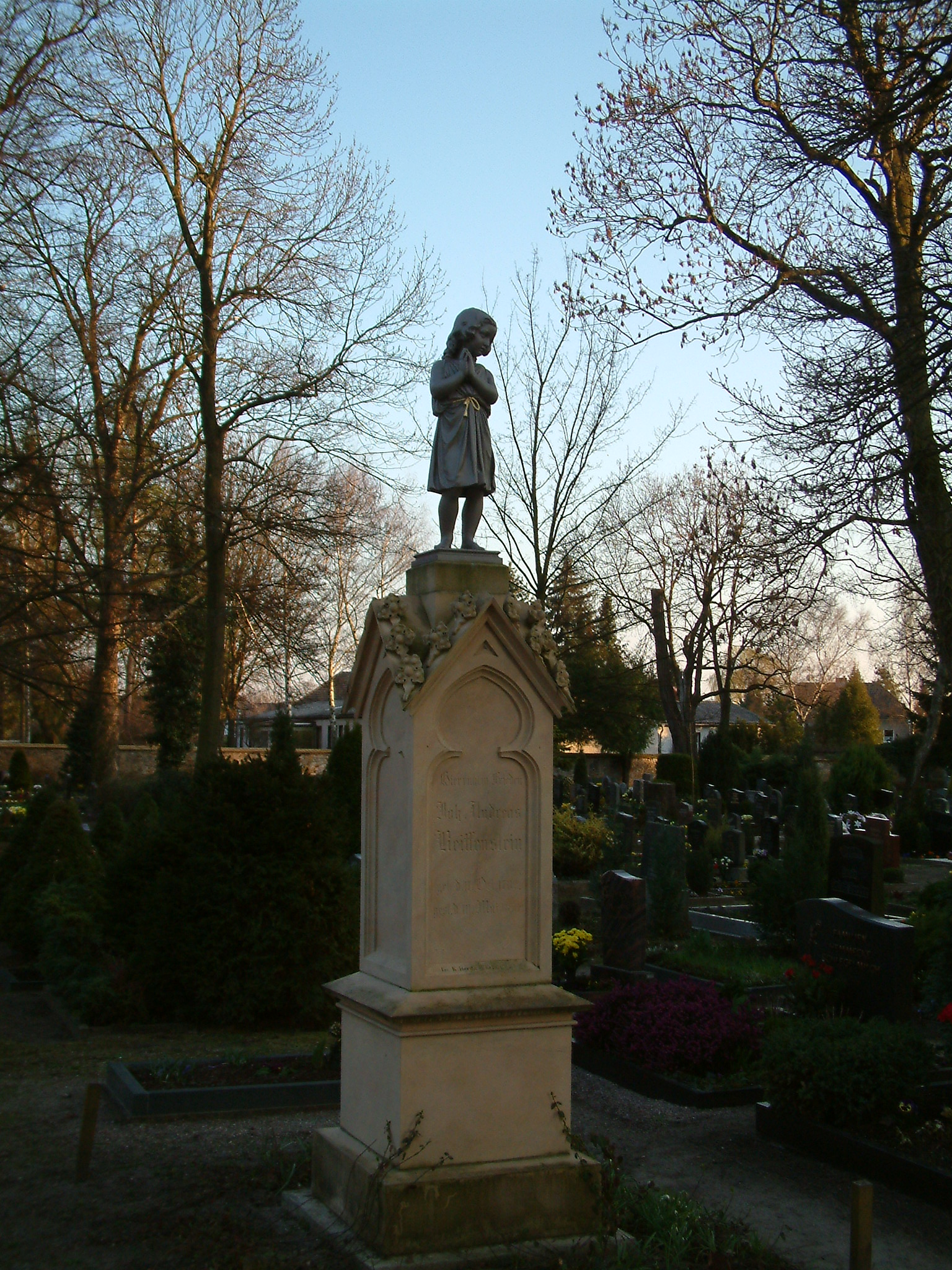
Цвинтар